# Santa María Jacatepec
Santa María Jacatepec è un comune del Messico, situato nello stato di Oaxaca.